# Кулужбаева
Кулужбаева — деревня в Кунашакском районе Челябинской области. Входит в состав Урукульского сельского поселения.
Деревня основана в 1760. Названа по имени одного из первопоселенцев Кулужбая.

## География
Расположена в северо-западной части района, на берегу реки Темряс. Расстояние до районного центра, Кунашака, 35 км.

## Население
| 2002 | 2010 |
| ---- | ---- |
| 88   | ↘63  |

(в 1995 — 59)

## Улицы
- Заречная улица
- Школьная улица